# West Point-eiland
West Point-eiland (En.: West Point Island) is een van de Falklandeilanden. Het ligt ten westen van West-Falkland, waarvan het gescheiden wordt door het Wooly Cut-kanaal.
Het eiland heeft een oppervlakte van 12,6 km². Er ligt een kleine nederzetting op het eiland, tezamen met een vliegveld. Het hoogste punt is Mount Misery (369 meter).
Ook op/bij West Point-eiland leven pinguïns, albatrossen en dolfijnen.